# Polisacàrid

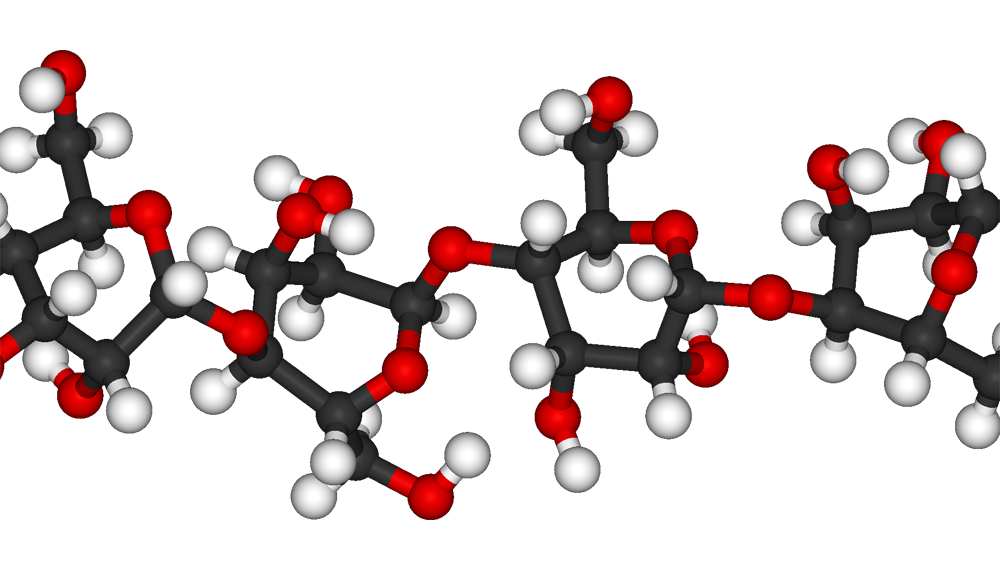
Estructura tridimensional de la cel·lulosa, un dels polisacàrids més utilitzats en la natura i a nivell industrial.

Els polisacàrids o glicans són carbohidrats relativament complexos. Són polímers formats per molts monosacàrids units mitjançant enllaços glicosídics. Per això són macromolècules molt grans sovint ramificades. Tendeixen a ser amorfes, insolubles en aigua i no tenen cap gust dolç, com passa amb la fructosa.

## Funció

### Estructura
Els polisacàrids nutricionals són fonts d'energia habituals. Molts organismes poden descompondre fàcilment els midons en glucosa; tanmateix, la majoria dels organismes no poden metabolitzar la cel·lulosa o altres polisacàrids com la cel·lulosa, la quitina i els arabinoxilans. Alguns bacteris i protistes poden metabolitzar aquests tipus de carbohidrats. Els ruminants i els termites, per exemple, utilitzen microorganismes per processar la cel·lulosa.
Tot i que aquests polisacàrids complexos no són molt digeribles, proporcionen elements dietètics importants per als humans. Anomenats com a fibra dietètica, aquests hidrats de carboni milloren la digestió. L'acció principal de la fibra dietètica és canviar la naturalesa del contingut del tracte gastrointestinal i com s'absorbeixen altres nutrients i productes químics. La fibra soluble s'uneix als àcids biliars a l'intestí prim, fent-los menys propensos a entrar al cos; això, al seu torn, redueix els nivells de colesterol a la sang. La fibra soluble també atenua l'absorció de sucre, redueix la resposta del sucre després de menjar, normalitza els nivells de lípids a la sang i, un cop fermentada al còlon, produeix àcids grassos de cadena curta com a subproductes amb activitats fisiològiques d'ampli abast. Tot i que la fibra insoluble s'associa amb un risc reduït de diabetis, es desconeix el mecanisme pel qual això es produeix.
Encara no s'ha proposat formalment com a macronutrient essencial (a partir del 2005), la fibra dietètica es considera, tanmateix, important per a la dieta, i les autoritats reguladores de molts països desenvolupats recomanen augments de la ingesta de fibra.

## Composició
Segons el tipus de monosacàrids que formen els polisacàrids s'anomenen:
- Homopolisacàrid quan són el mateix tipus.
- Heteropolisacàrids quan hi ha més d'un tipus de monosacàrid present. Estan formats per la repetició ordenada d'un disacàrid format per l'alternança de dos monosacàrids diferents. Alguns heteropolisacàrids participen al costat de polipèptids (cadenes d'aminoàcids) de diversos polímers mixtos anomenats peptidoglicans, mucopolisacàrids o proteoglicà. Es tracta essencialment de components estructurals dels teixits, relacionats amb la paret cel·lular i la matriu extracel·lular.

Els exemples inclouen polisacàrids d'emmagatzematge com el midó i el glicogen i estructurals com la cel·lulosa i la quitina.
Els polisacàrids tenen aquesta fórmula química general Cx(H₂O)y on x és un número entre 200 i 2.500. Comptant que les unitats que es repeteixen al polímer són sovint monosacàrids de sis carbonis, la fórmula general també es pot representar com (C₆H10O₅)nn on n és el nombre de subunitats per molècula que sol oscil·lar entre les 40 i els 3.000 monòmers.
Els polisacàrids àcids són polisacàrids que contenen grups carboxil, fosfat i/o grups èster o de sofre.

## Polisacàrids d'emmagatzematge

Els polisacàrids d'emmagatzematge uneixen comunament els monosacàrids mitjançant enllaços α-glicosídics.

Els polisacàrids de reserva representen una forma d'emmagatzemar sucres sense crear per això un problema osmòtic per a les cèl·lules. La principal molècula proveïdora d'energia per a les cèl·lules dels éssers vius és la glucosa. El seu emmagatzemament com a molècula lliure, ja que és una molècula petita i molt soluble, donaria lloc a severs problemes osmòtics i de viscositat, incompatibles amb la vida cel·lular. Els organismes mantenen llavors quantitats només mínimes, i molt controlades, de glucosa lliure, preferint emmagatzemar-la com a polímer. La concentració osmòtica depèn del nombre de molècules, i no de la seva massa, de manera que la cèl·lula pot emmagatzemar, d'aquesta forma, milers de subunitats de glucosa sense problemes.
És de destacar que els polisacàrids de reserva no juguen el mateix paper a organismes immòbils i passius, com plantes i fongs, que en els animals. Aquests no n'emmagatzemen més que una petita quantitat de glucogen, que serveix per assegurar un subministrament permanent de glucosa dissolta. Per a l'emmagatzemament a major escala de reserves, els animals recorren als greixos, que són lípids, perquè aquestes emmagatzemen més del doble d'energia per unitat de massa; i a més, són líquides a les cèl·lules, la qual cosa les fa més compatibles amb els moviments del cos. Un organisme humà emmagatzema com a glucogen l'energia necessària per a no pas més de sis hores, però pot guardar com a greix l'energia equivalent a les necessitats de diverses setmanes.
La majoria dels polisacàrids de reserva són glucans, és a dir, polímers de glucosa, més exactament del seu isòmer d'anell hexagonal (glucopiranosa). Es tracta sobretot de glucans α(1→4), representats en les plantes pel midó i en els animals pel glucogen, amb cadenes que es ramifiquen gràcies a enllaços de tipus α(1→6). En diversos grups de protists compleixen la mateixa funció els glicans de tipus β(1→3).
El glicogen es troba també en els procariotes, però comparteix i sovint és minoritària la seva funció d'acumulació d'energia amb altres tipus de polímers com el polihidroxibutirat, grànuls de polifosfat o de sofre elemental i els magnetosomes (formats per Fe₃O₄).

### Midó
El midó és un polímer de glucosa i glicopiranosa les unitats són unides per enllaços alfa glucosídics. Es constitueix per una mescla d'amilosa (15-20%) i amilopectina (80-85%). L'amilosa consta d'una cadena lineal d'uns centenars de molècules de glucosa i l'amilopectina és una molècula ramificada feta de 24-30 unitat de glucosa d'uns quants milers d'unitats per cadena.
El midó és insoluble en aigua, poden ser digerits per la hidròlisi, catalitzada per enzims anomenats amilases, que pot trencar els enllaços alfa glicosídic. Els humans i uns altres animals tenen amilases, així poden digerir el midó. La patata, arròs, blat, i blat de moro són fonts principals de midó en la dieta humana.

### Glicogen

Estructura del glicogen.

El glicogen és un polisacàrid que es troba en animals, però també en vegetals i alguns procariotes i compon d'una cadena ramificada de residus de glucosa. S'emmagatzema al fetge i músculs. És molt semblant estructuralment al midó, tant pel que fa al tipus d'enllaç glicosídic com els monòmers que el conformen.

## Polisacàrids estructurals
Es tracta de glúcids que participen en la construcció d'estructures orgàniques. Els més importants són els que constitueixen la part principal de la paret cel·lular de plantes, fongs i d'altres organisme eucariòtics osmótrofs, és a dir, que s'alimenten per absorció de substàncies dissoltes. Aquests no tenen cap altra manera més econòmica de sostenir el seu cos, que embolicant les seves cèl·lules amb una paret flexible i alhora resistent, contra la que oposen la pressió osmòtica de la cèl·lula, aconseguint així una solució del tipus que en biologia es diu esquelet hidroestàtic.
La cel·lulosa és el més important dels polisacàrids estructurals. És el principal component de la paret cel·lular en les plantes, i la més abundant de les biomolècules que hi ha al planeta. És un glicà, és a dir, un polímer de glucosa, amb enllaços glucosídics entre els seus residus de tipus β(1→4). Per la configuració espacial dels enllaços implicats, els residus de glucosa queden alineats de forma recta, no en hèlix, que és el cas dels glicans α(1→4), del tipus del midó. Aquesta és la regla quant a la conformació de tots els polisacàrids estructurals de les parets. Aquestes cadenes rectes s'enllacen transversalment, per enllaços d'hidrogen, en feixos de cadenes paral·leles.
La quitina compleix un paper equivalent a la cel·lulosa en els fongs, i a més és la base de l'exoesquelet dels artròpodes i altres animals filogenèticament relacionats. La quitina és un polímer de la N-acetil-2, D-glucosamina, un monosacàrid aminat, que conté per tant nitrogen. Sent aquest un element químic de difícil adquisició per als organismes autòtrofs, que l'han d'administrar amb gasiveria, la quitina queda reservada a heteròtrofs com els fongs, que l'obtenen en abundància.
En la majoria de procariotes la forma de les cèl·lules ve definida per la presència de polisacàrids estructurals com el peptidoglicà

### Cel·lulosa

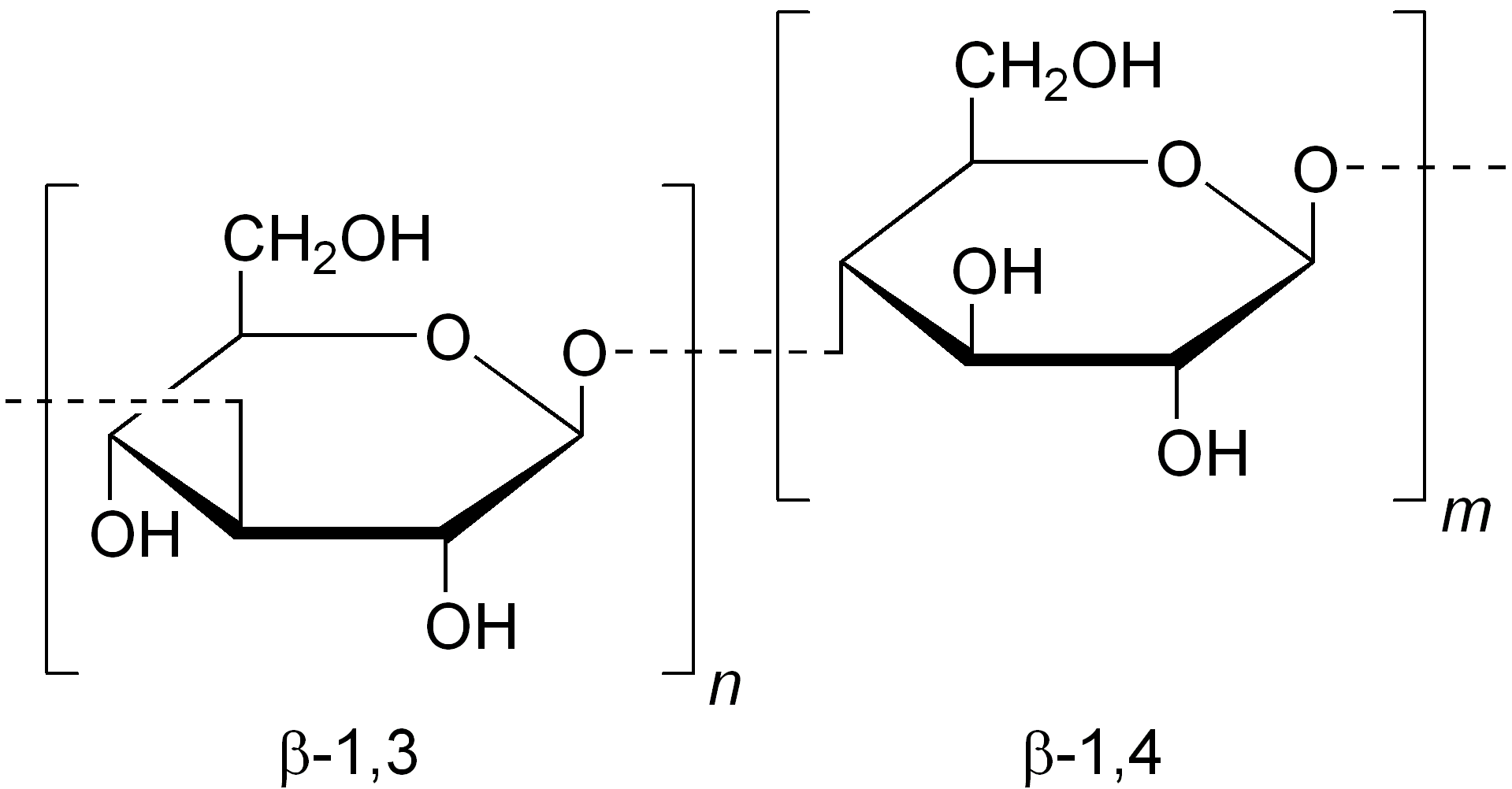
La cel·lulosa forma enllaços β(1→3) i β(1→4) glicosídics. El seu trencament el realitza l'enzim cel·lulasa que no existeix en els animals, però si en diverses espècies microbianes especialment en la flora microbiana del sistema digestiu de la majoria d'herbívors.

El component estructural de les plantes són formats principalment per cel·lulosa. El boscos són en gran part cel·lulosa i lignina, mentre que el paper i el cotó són cel·lulosa gairebé pura. La cel·lulosa és un polímer fet amb nombroses unitats de glucosa enganxades junts per connexions de beta glicisídiques. Als humans i a molts altres animals els falta l'enzim que permet trencar aquests enllaços beta, així no digereixen cel·lulosa. Cert que els animals puguin digerir cel·lulosa, perquè els bacteris que posseeixen l'enzim són presents en seu budell. L'exemple clàssic és el tèrmit i la majoria del xil·lòfags.

### Quitina

Unitat repetida en la quitina.

La quitina és el polisacàrid estructural típic dels fongs i els artròpodes. És format per monòmers d'acetilglucosamina units per enllaços glicosídics tipus β-1,4 (del mateix tipus que la cel·lulosa). Al contrari que la cel·lulosa la quitina no és ramificada, i per això la coberta de les cèl·lules no és tan rígida, ja que les cadenes laterals de la quitina interaccionen amb altres elements de la matriu extracel·lular mitjançant enllaç no covalent degut a la presència dels grups hidroxil i acetoamines.

### Glicosaminoglicans
Els glicosaminoglicans són polisacàrids estructurals associats a les membranes propis dels animals. La seva funció és interaccionar amb la matriu extracel·lular i és molt abundant en el teixit connectiu (p. ex.: tendons i cartílags). La seva síntesi i excreció és força complexa i solen ser molt ramificats amb unions covalents. Sovint s'associen també a proteoglicans. Els glicosaminoglicans són usats en teràpies de recuperació d'articulacions lesionades i també en molts tractaments anti-arrugues.

### Polisacàrids de càpsules bacterianes

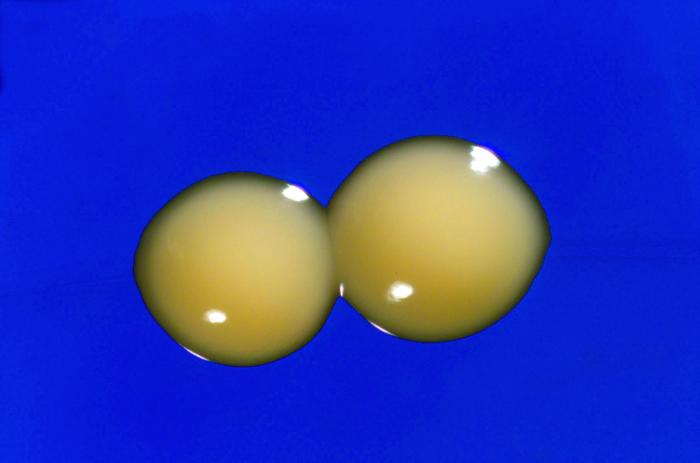
Dues colònies de micobacteris, la càpsula mucosa dona la seva consistència mucosa característica en cultiu en placa.

Els bacteris patògens sovint produeixen una gruixuda capa de polisacàrids que formen el mucílag apreciat en les colònies el seu cultiu en placa. Aquesta càpsula emmascara les proteïnes antigèniques a la superfície de la membrana bacteriana que evitant una resposta immunitària impedint d'aquesta manera la destrucció dels bacteris. Els polisacàrids capsulars són aigua soluble, comunament àcid, i tenen pesos moleculars en l'ordre de 100-1.000 kDa. Són lineals i repeteixen subunitats disposades regularment d'un a sis monosacàrids; hi ha una enorme diversitat estructural; p. ex. E. coli produeix per ell mateix gairebé dos-cents polisacàrids diferents. Les mescles de polisacàrids capsulars conjugades o natives s'utilitzen per a fer vacunes.
Els bacteris i molts altres microbis, incloent-hi fongs i algues, sovint secreten polisacàrids com a adaptació evolutiva per ajudar-los a adherir-se a superfícies i per impedir-los assecar-se. Els humans han desenvolupat alguns d'aquests polisacàrids a productes útils, incloent-hi el xantà, el dextran, la goma de gel·là i pulul·là.
Els polisacàrids de superfície cèl·lular juguen diversos papers en l'ecologia i la fisiologia bacteriana. Serveixen com a barrera entre la paret cel·lular i l'ambient, creen interaccions hoste - patogen i formen components estructurals dels biofilms. Aquests polisacàrids se sintetitzen des de precursors activats de nucleòtid (el nucleòtid sucre) i, en la majoria dels casos, tots els enzims necessaris perquè la biosíntesi i transport del polímer complet són codificats per gens organitzats en clusters dins del genoma de l'organisme. El lipopolisacàrid és un dels polisacàrids de superfície cèl·lular important; té un paper estructural clau en la integritat de la membrana exterior, i també actua com a mediador important d'interaccions hoste-patogen.
S'han descrit les rutes metabòliques dels enzims que fan la banda A (homopolimèrica) i la banda B (heteropolimèrica) antígens O. L'exopolisacàrid alginat és un copolímer lineal d'àcid β-1,4-D-manurònic i àcid L-gulurònic; és responsable del fenotip de mucoid d'escenari últim malaltia de fibrosi quística. Els loci pel i psl són dos grups de gens últimament descoberts que també codifiquen exopolisacàrids dels quals es troba que siguin importants per a formació biopel·lícula. Els rhamnolípids és un bioagent tensioactiu la producció del qual es regula estretament en el nivell transcripcional, però el paper precís que juga en la malaltia no s'entén bé actualment. La glicosilació de proteïnes, especialment de la pilina i la flagelina, és un focus d'interès recent per uns quants grups d'investigació i s'ha demostrat la importància de l'adherència i la invasió durant les infeccions bacterianes.